# توی تریر انگلیسی
توی تریر انگلیسی (به انگلیسی: English Toy Terrier (Black & Tan))، نام یکی از نژادهای سگ است که خاستگاه آن به انگلستان بازمی‌گردد.